# Isaac ben Salomon HaIsraeli
Pour les articles homonymes, voir Israeli.
Ne doit pas être confondu avec Isaac Israeli ben Joseph ou Isaac le Juif.
Isaac ben Salomon HaIsraeli (hébreu : יצחק בן שלמה הישראלי Yitzhaḳ ben Shlomo haIsraëli, arabe Abu Ya'qub Ishaḳ ibn Sulayman al-Isra'ili), plus couramment appelé Isaac Israeli l'Ancien ou Isaac le Juif, est un médecin et philosophe juif égyptien et tunisien des IXe et Xe siècles (Égypte, entre 830 et 850 - Kairouan, entre 932 et 955).
Père souvent méconnu du néoplatonisme juif, il est l'une des premières figures illustres de la communauté juive de Kairouan.

## Éléments biographiques
Né en Égypte entre 832 et 852, Isaac Israeli étudie l’histoire naturelle, la médecine (en particulier l’œuvre d’Assaph de Tibériade), les mathématiques, l’astronomie, et passe pour l’un de ceux qui connaissaient toutes les « sept sciences ». Il s’est fait une réputation d'oculiste habile, et officie en 904 auprès du dernier prince aghlabide, Ziyadat Allah III. Il correspond également avec le jeune Saadia ben Yosseph au sujet du Sefer Yetzira, dont Saadia produira ultérieurement un commentaire.
Entre 905 et 907, il s’installe à Kairouan sur la demande du dernier roi de la dynastie aghlabide, Ziyadat Allah III, et y étudie la médecine générale sous la tutelle d’Ishaq Ibn Imran, avec lequel il est parfois confondu. Sa renommée grandit fortement, et les travaux qu'il écrit sont particulièrement prisés par les médecins musulmans, considérés comme « plus précieux que des diamants. » Ses cours attirent un grand nombre d'élèves, dont les plus célèbres sont Abu Ja'far ibn al-Jazzar, un musulman, et Dounash ibn Tamim, un Juif.
Vers 909, il entre au service d’Ubayd Allah al-Mahdi, fondateur de la dynastie des fatimides. Celui-ci apprécie la compagnie de son médecin, vif et fin d'esprit, et se plaît à l’exhiber, organisant notamment une joute intellectuelle entre Isaac et le Grec al-Hubaish, que le premier remporte. Il continue à être le médecin privé pour les deux successeurs immédiats aussi.
Selon la plupart des auteurs arabes, il meurt sans descendance, à un âge fort avancé, en 932. Selon Heinrich Grätz, il aurait plus vraisemblablement vécu de 845 à 940 et selon Steinschneider, il serait mort en 950.

## Œuvres

### Philosophie

Omnia opera

Isaac Israeli, contemporain de la période du Kalâm et d'al-Kindi, est le premier représentant juif du néoplatonisme, dont il adopte généralement la doctrine, ne s'en distinguant que sur un point : la puissance et la volonté sont, selon lui, inhérentes à Dieu et n'en sont pas des hypostases. Il établit par ailleurs la distinction entre la philosophie, quête de la sagesse, et la sagesse elle-même, qui est le but à atteindre. En revanche, il ne voit pas de différence marquée entre le philosophe et le prophète : tous deux se préoccupent de l'ascension de l'âme et de guider l'humanité vers la vérité et la justice.
Appréciée en son temps, tant auprès des Juifs que des musulmans, la pensée d'Israeli influença la scolastique chrétienne. Cependant, elle est sévèrement critiquée par les générations ultérieures de penseurs juifs : dans sa correspondance avec Samuel ibn Tibbon, Moïse Maïmonide, lui-même médecin et philosophe, lui conseille de ne pas perdre de temps à lire les traités philosophiques d'Israeli, qui n'était selon ses dires que médecin et non philosophe. De plus, selon Eliakim Carmoly, Isaac Israeli ne fait qu'un avec « Ha-Yiẓḥaḳ, » ou « Isaac le babilleur » qui apparaît dans le commentaire d'Abraham ibn Ezra, pourtant néo-platonicien, lui aussi. Il fut néanmoins apprécié par d'autres commentateurs bibliques, comme Jacob ben Reouven, un contemporain de Maïmonide, et Abraham ibn Ḥasdai.
Parmi ses livres de philosophie : 
- Kitab al-Ḥudud wal-Russum, traduit en hébreu par Nissim ben Solomon (XIVe siècle) sous le titre Sefer haGuevoulim vehaReshoumim, et en latin comme Livre des Définitions. Isaac Israeli y formule la notion de vérité comme étant l'adéquation de la chose et de l'esprit. Cette formulation connaîtra un grand succès durant de nombreux siècles avant d'être critiquée à l'aube de l'âge classique, par Thomas Hobbes notamment, lequel pense le vrai et le faux comme attributs de la parole. 
Ce livre fut, avec le « Kitab al-Istiḳat, » l'objet des critiques de Maïmonide.
- « Sefer ha-Rouaḥ veha-Nefesh, » un traité philosophique, traduit en hébreu, sur la différence entre l'esprit et l'âme, publié par Steinschneider dans "Ha-Karmel" (1871, p. 400-405). L'éditeur pense que ce petit ouvrage est un fragment d'un plus grand.

Ibn Abi Uṣaibi'a lui attribue en outre trois livres, mais l'on n'en connaît pas de traduction hébraïque : 
- « Kitab Bustan al-Ḥikimah, » sur la métaphysique.
- « Kitab al-Ḥikmah, » un traité sur la philosophie.
- « Kitab al-Madkhal fi al-Mantiḳ, » sur la logique

#### Commentaire sur leSefer Yetzira
Isaac Israeli aurait produit un commentaire philosophique sur la Genèse, en deux volumes, dont l'un traite de Gen. 1:20, et sur le Sefer Yetzira, premier ouvrage juif de cosmogonie.
L'attribution de ce commentaire à Israeli est cependant l'objet de nombreuses controverses. Moritz Steinschneider et Eliakim Carmoly se fient sur ce point au témoignage d'Abraham ibn Ḥasdai ; d'autre part, Yedayah Bedersi écrit à Salomon ben Aderet une lettre apologétique dans laquelle il évoque le commentaire d'Israeli sur le Sefer Yeẓirah.
Cependant, certains savants estiment que Sefer Yeẓirah pourrait simplement désigner le Livre de la Genèse. Par ailleurs, David Kaufmann, Sachs, et surtout Grätz tendent à attribuer le livre à l'élève d'Israeli, Dounash ibn Tamim.
Il semble en définitive qu'Isaac Israeli, mentionné ailleurs comme commentateur du Sefer Yetzira, y ait pris part, bien que la majorité des notes dans le commentaire lui-même justifient l'assertion qu'Ibn Tamim en soit l'auteur. Ce dernier doit donc s'être servi du commentaire de son maître comme base pour son propre travail, tandis que la touche finale aurait été apportée par Jacob ben Nissim.

### Traités médicaux
C'est à la demande du calife qu'Isaac Israeli rédige ses traités de médecine. Ils seront traduits en latin par le moine chrétien Constantin de Carthage en 1087, qui s'en attribue la paternité et les utilise comme livres de référence à l'université de Salerne, la première du genre en Europe occidentale ; le plagiat est découvert quatre siècles plus tard, à la suite de quoi les livres sont compilés et publiés sous le nom d'Opera Omnia Isaci (1515), mais cette collection contient l'œuvre d'autres médecins, erronément attribuées à Israeli.
Parmi ces livres :
- Kitab al-Ḥummayat, (hébreu: Sefer ha-Ḳadaḥot), un traité complet en cinq volumes sur les types de fièvre, d'après les anciens médecins, particulièrement Hippocrate.
- Kitab al-Adwiyah al-Mufradah wa'l-Aghdhiyah, un traité en quatre sections sur les remèdes et aliments. La première section, consistant en vingt chapitres, a été traduite en latin par Constantin sous le titre « Diætæ Universales, » et en hébreu par un traducteur anonyme sous le titre Ṭib'e ha-Mezonot. Les trois autres parties sont intitulées en latin Diætæ Particulares ; il semble que le livre fut traduit en hébreu, sous le titre de Sefer ha-Miss'adim ou Sefer ha-Ma'akhalim à partir du latin.
- Kitab al-Baul ou, en hébreu, Sefer ha-Sheten, un traité sur l'urine, dont l'auteur réalisa lui-même une édition abrégée et qui fut traduit en latin par Constantin l'Africain, le Liber urinarum[11].
- Kitab al-Istiḳat ou, en hébreu, Sefer ha-Yessodot, un traité à la fois médical et philosophique sur les éléments, que l'auteur traite selon les idées d'Aristote, Hippocrate, et Galien. La traduction hébraïque but réalisée par Abraham ben Hasdaï , à la demande du grammairien David Kimhi.
- Manhig ha-Rof'im, ou Moussar ha-Rof'im, un traité en cinquante paragraphes visant à guider les médecins, traduit en hébreu (l'original arabe est perdu), et en allemand par David Kaufmann sous le titre Propädeutik für Aerzte[12].
- Kitab fi al-Tiryaḳ, un ouvrage sur les antidotes.
- Un traité sur la mélancolie[1].

Certains attribuent aussi à Isaac Israeli deux autres livres figurant parmi les traductions de Constantin, le Liber Pantegni et le Viaticum, dont il y a trois traductions en hébreu. Toutefois, le premier est de Mohammed al-Razi et le second d'Ali ibn 'Abbas ou, selon d'autres, d'Abu Jaf'ar ibn al-Jazzar, l'élève d'Israeli.